# Microspizias
Microspizias ist eine Vogelgattung aus der Familie der Habichtartigen (Accipitridae). Sie umfasst zwei Arten, die bis 2021 zur Gattung der Habichte und Sperber (Accipiter) gehörten. Die Vertreter der Gattung sind klein, haben relativ kurze, zugespitzte Flügel und einen vergleichsweise langen Schwanz. Die Gattung kommt in weiten Teilen Mittel- und Südamerikas vor. Die Bezeichnung Microspizias kommt aus dem Griechischen und bedeutet „kleiner Greif“.

## Merkmale
Microspizias-Arten unterscheiden sich von den Habichten und Sperbern sowie anderen nah verwandten Gattungen und Arten vor allem durch ihre Kleinheit. Ihre Gesamtlänge liegt zwischen 20 und 30 cm, die Flügelspannweite beträgt 38 bis 53 cm. Weibchen werden wesentlich größer als die Männchen. Der Geschlechtsdimorphismus hinsichtlich der Färbung ist jedoch gering. Beim Halsbandsperber (Microspizias collaris) sind Brust und Bauch weiß-grau gebändert, beim Däumlingssperber (Microspizias superciliosus) sind Brust und Bauch schokoladenbraun gefärbt. Jungvögel sind dimorph gefärbt, neben einer braunen tritt noch eine seltenere rostfarbene Morphe auf, bei der die Federn des Rückens und der Oberflügel breit rostfarben gerandet sind.
Von den ebenfalls in Mittel- und Südamerika vorkommenden Harpagus-Arten (Rotschenkel-Zahnhabicht (H. diodon) und Rostbrust-Zahnhabicht (H. bidentatus)) unterscheidet sich die Gattung Microspizias durch drei graue Bänder auf dem Schwanz (zwei oder drei weiße oder graue Bänder bei Harpagus) und das Fehlen des dunklen Halsstreifens bei adulten Männchen (vorhanden bei Harpagus).
Der Däumlingssperber kann auch durch die Morphologie von Schädel, Brustbein und Becken deutlich von den Accipiter-Arten unterschieden werden. Außerdem sind die Knochen seiner Beine wesentlich robuster als die grazilen Knochen der Accipiter-Arten. Ob diese morphologischen Unterschiede auch beim Halsbandsperber zutreffen, ist noch nicht untersucht worden.

## Systematik
Die Schwestergattung von Microspizias ist die Gattung Harpagus. Microspizias und Harpagus werden im Tribus Harpagini zusammengefasst, der zur Unterfamilie der Bussardartigen (Buteoninae) in der Familie der Habichtartigen (Accipitridae) gehört. In der Unterfamilie der Bussardartigen sind die Harpagini eine basale Klade, die allen anderen Gattungen als Schwestergruppe gegenübersteht.

## Arten
Zur Gattung gehören zwei Arten:
- Halsbandsperber (Microspizias collaris)
- Däumlingssperber (Microspizias superciliosus)